# Statyczna wyznaczalność
Statyczna wyznaczalność jest własnością konstrukcji prętowej polegającą na tym, że obliczenie sił wewnętrznych w przekrojach poprzecznych wszystkich jej elementów może być wykonane tylko i wyłącznie na podstawie, dającego się sporządzić, kompletu równań równowagi statycznej. Taka własność konstrukcji wynika z jej struktury geometrycznej, której istotą jest minimalna liczba więzów kinematycznych, niezbędnych do zapewnienia jej geometrycznej niezmienności. Powiększenie tej liczby sprawia, że konstrukcja staje się przesztywniona i równocześnie statycznie niewyznaczalna. W tym przypadku brakujące równania można otrzymać na różne sposoby. 
Sposób pierwszy (metoda sił) polega na takim usunięciu wszystkich więzów nadliczbowych, aby powstał niechwiejny układ statycznie wyznaczalny. Usunięte więzy zostają zastąpione siłami nadliczbowymi (hiperstatycznymi) mającymi na celu spowodować, aby układ pracował dokładnie tak samo jak niewyznaczalny. W tym celu zapisuje się odpowiednie równania zgodności przemieszczeń. 
Sposób drugi (metoda przemieszczeń) wykorzystuje koncepcję polegającą na wprowadzeniu takich dodatkowych (nadliczbowych) więzów kinematycznych, których zadaniem jest odebranie wszystkim węzłom możliwości przemieszczeń liniowych i kątowych. Aby układ pracował tak samo jak wyjściowy, zapisuje się odpowiednie równania zgodności sił. Jest rzeczą istotną, że według tej koncepcji możliwe jest obliczanie konstrukcji zarówno statycznie niewyznaczalnych jak i wyznaczalnych. Dzięki temu właśnie ten drugi sposób, wraz z jego uogólnieniami, stanowi dzisiaj podstawę większości komputerowych metod obliczeniowych konstrukcji.
Sposób trzeci (metoda elementów skończonych MES) polega na podzieleniu elementu prętowego na elementy skończone i wyliczeniu rzędnych wykresu oraz reakcji dla każdego z nich przy użyciu macierzy sztywności. 
Pojęcie statycznej wyznaczalności dotyczy tylko konstrukcji prętowych. Wynika to stąd, że tylko w takich konstrukcjach można policzyć liczbę więzów kinematycznych. Jest to możliwe dlatego, że model obliczeniowy konstrukcji prętowej stanowi struktura przestrzenna złożona tylko z jednowymiarowych elementów prętowych. W konstrukcjach nie-prętowych więzy kinematyczne określone są za pomocą funkcji, które nie poddają się przeliczaniu. W przypadku statycznej niewyznaczalności obliczanie konstrukcji prętowych jest możliwe za pomocą trzech metod: sił, przemieszczeń i mieszanej.